# Селва (Болцано)
Селва (итал. Selva) је насеље у Италији у округу Болцано, региону Трентино-Јужни Тирол.
Према процени из 2011. у насељу је живело 1601 становника. Насеље се налази на надморској висини од 1567 м.

## Становништво
Према резултатима пописа становништва 2011. у општини је живело 2.660 становника.
| 1931. | 1936. | 1951. | 1961. | 1971. | 1981. | 1991. | 2001. | 2011. |
| ----- | ----- | ----- | ----- | ----- | ----- | ----- | ----- | ----- |
| 999   | 1.102 | 1.282 | 1.604 | 2.137 | 2.294 | 2.394 | 2.513 | 2.660 |